# Elessaurus gondwanoccidens
Elessaurus gondwanoccidens — вид ранніх архозавроподібних плазунів, що існував у ранньому тріасі.

## Назва
Родова назва Elessaurus походить від імені Елессар Тельконтар — друге ім'я короля Арагорна, персонажа серії творів Джона Толкіна «Володар перснів». З ельфійської мови квенья ім'я перекладається як «ельфійський камінь». Видова назва Е. gondwanoccidens означає «західногондванський» і вказує на палеоареал виду — західну частину палеоконтинента Гондвана.

## Скам'янілості
Викопні рештки тварини знайдено у відкладеннях формації Санга-ду-Кабрал у штаті Ріу-Гранді-ду-Сул на півдні Бразилії. Голотип UFSM 11471, складається з більшої частини ноги, з'єднаної з частинами стегна та основою хвоста.